# Interpolacja wielomianowa
Interpolacja wielomianowa, nazywana też interpolacją Lagrange’a, od nazwiska pioniera badań nad interpolacją Josepha Lagrange’a lub po prostu interpolacją – metoda numeryczna przybliżania funkcji tzw. wielomianem Lagrange’a stopnia {\displaystyle n} przyjmującym w {\displaystyle n+1} punktach, zwanych węzłami interpolacji, wartości takie same jak przybliżana funkcja.
Interpolacja jest często stosowana w naukach doświadczalnych, gdzie dysponuje się zazwyczaj skończoną liczbą danych określających badane zależności.
Zgodnie z twierdzeniem Weierstrassa dowolną funkcję {\displaystyle y=f(x),} ciągłą na przedziale domkniętym {\displaystyle [x_{0},\,x_{n}]\in R^{1}} można dowolnie przybliżyć za pomocą wielomianu odpowiednio wysokiego stopnia.

## Interpolacja liniowa

Interpolacja liniowa

Taka interpolacja jest szczególnym, najprostszym przypadkiem interpolacji wielomianowej dla dwóch punktów pomiarowych {\displaystyle x_{0}} i {\displaystyle x_{1},} dla których można utworzyć funkcję liniową, której wykres przechodzi przez te punkty (rys. obok).

## Ogólne sformułowanie metody

Przykład interpolacji wielomianowej.

Metoda interpolacji funkcji {\displaystyle f} polega na:
1. wybraniu {\displaystyle n+1} punktów (węzłów interpolacji) {\displaystyle x_{0},x_{1},\dots ,x_{n}} należących do dziedziny {\displaystyle f,} dla których znane są wartości {\displaystyle y_{0}=f(x_{0}),\,y_{1}=f(x_{1}),\dots ,\,y_{n}=f(x_{n});}
2. zbudowaniu wielomianu {\displaystyle \varphi (x)} stopnia co najwyżej {\displaystyle n} takiego, że {\displaystyle \varphi (x_{0})=y_{0},\,\varphi (x_{1})=y_{1},\dots ,\,\varphi (x_{n})=y_{n}.}

Interpretacja geometryczna – dla danych {\displaystyle n+1} rzędnych funkcji {\displaystyle f} szuka się wielomianu stopnia co najwyżej {\displaystyle n,} którego wykres przechodzi przez te rzędne (rys. obok).
- Uogólniony wielomian interpolacyjny

Skorzystamy z wielomianu o postaci ogólnej
|  |  | {\displaystyle \varphi (x)=a_{0}\varphi _{0}(x)+a_{1}\varphi _{1}(x)+\ldots +\,a_{n}\varphi _{n}(x)=\mathbf {B} (x)\mathbf {A} ,\quad x\in [x_{0},\,x_{n}]} |  | (1) |

utworzonej z pewnego zbioru funkcji {\displaystyle \varphi _{i}(x),} które są liniowo niezależne i tworzą bazę interpolacji
|  |  | {\displaystyle \mathbf {B} (x)=[\varphi _{0}(x),\,\varphi _{1}(x),\dots ,\,\varphi _{n}(x)],\quad \mathbf {A} =(a_{0},\,a_{1},\dots ,\,a_{n})^{T}.} |  | (2) |

Współczynniki {\displaystyle a_{i}} dobierzemy w taki sposób, aby spełnione były warunki
|  |  | {\displaystyle \varphi (x_{i})=f(x_{i}),\quad i=0,\,1,\dots ,\,n,} |  | (3) |

w których {\displaystyle x_{i}} oznaczają współrzędne danych węzłów interpolacji funkcji {\displaystyle f(x).} Po uwzględnieniu (1) otrzymujemy układ równań
|  |  | {\displaystyle {\begin{bmatrix}\varphi _{0}(x_{0})&\varphi _{1}(x_{0})&\ldots &\varphi _{n}(x_{0})\\\varphi _{0}(x_{1})&\varphi _{1}(x_{1})&\ldots &\varphi _{n}(x_{1})\\\ldots &\ldots &\ldots &\ldots \\\varphi _{0}(x_{n})&\varphi _{1}(x_{n})&\ldots &\varphi _{n}(x_{n})\end{bmatrix}}{\begin{bmatrix}a_{0}\\a_{1}\\\vdots \\a_{n}\end{bmatrix}}={\begin{bmatrix}f(x_{0})\\f(x_{1})\\\vdots \\f(x_{n})\end{bmatrix}}} |  | (4) |

lub w zapisie macierzowym
|  |  | {\displaystyle \mathbf {VA} =\mathbf {F} \quad \to \quad \mathbf {A} =\mathbf {V^{-1}F} =\mathbf {LF} .} |  | (5) |

Na podstawie (1) i (5) otrzymujemy
|  |  | {\displaystyle \varphi (x)=\mathbf {B} (x)\mathbf {LF} .} |  | (6) |

O jakości interpolacji decydują:
- wybór bazy {\displaystyle \mathbf {B} (x)\quad {}} oraz
- wybór położenia węzłów {\displaystyle x_{i}.}

- Interpolacja Lagrange’a

Najprostszą bazę interpolacji można utworzyć z jednomianów
|  |  | {\displaystyle \mathbf {B} (x)=(1,\,x,\,x^{2},\dots ,\,x^{n}).} |  | (7) |

W tym przypadku otrzymuje się macierz
|  |  | {\displaystyle \mathbf {V} ={\begin{bmatrix}1&x_{0}&x_{0}^{2}&\ldots &x_{0}^{n}\\1&x_{1}&x_{1}^{2}&\ldots &x_{1}^{n}\\\ldots &\ldots &\ldots &\ldots \\1&x_{n}&x_{n}^{2}&\ldots &x_{n}^{n}\end{bmatrix}}} |  | (8) |

o strukturze Vandermonda i dzięki temu zawsze istnieje rozwiązanie problemu jeżeli tylko {\displaystyle x_{i}\neq x_{j}\;{}} gdy {\displaystyle {}\;i\neq j.}
Korzystając ze wzoru (6) i bazy (7), możemy utworzyć taką funkcję {\displaystyle \phi _{k}(x),} która spełnia warunki {\displaystyle \phi _{k}(x_{i})=\delta _{ik},\;i=0,\,1,\dots ,\,n.} Wystarczy obliczyć współczynniki {\displaystyle a_{i}^{(k)},} rozwiązując układ równań (4) z prawą stroną
{\displaystyle F_{k}=[f(x_{1})=0,\,f(x_{2})=0,\dots ,\,f(x_{k})=1,\dots ,\,f(x_{n})=0]^{T}.}
Wielomian taki zaproponował Lagrange w postaci
{\displaystyle L_{k}(x)={\frac {\Pi (x-x_{i})}{\Pi (x_{k}-x_{i})}},}
gdzie {\displaystyle \Pi } jest iloczynem, w którym {\displaystyle i=0,\,1,\dots ,\,n\quad {}} i {\displaystyle {}\quad i\neq k.}

## Wielomian Lagrange’a
Wielomian Lagrange’a to szczególna postać wielomianu, wykorzystywana często w zagadnieniach interpolacji. Dla wielomianu stopnia {\displaystyle n} wybiera się {\displaystyle n+1} punktów – {\displaystyle x_{0},\,x_{1},\dots ,\,x_{n}} i wielomian ma postać:
{\displaystyle w(x)=\sum _{i=0}^{n}y_{i}\!\cdot \!\prod _{j=0\land j\neq i}^{n}{\frac {x-x_{j}}{x_{i}-x_{j}}}.}
Ponieważ {\displaystyle \prod _{j=0\land j\neq i}^{n}{\frac {x-x_{j}}{x_{i}-x_{j}}}={\begin{cases}\;1\quad {\text{gdy}}\;x=x_{i},\\\;0\quad {\text{gdy}}\;x=x_{j}.\end{cases}}}
Dzięki temu interpolowaną funkcję {\displaystyle f(x)} można przedstawić w postaci wielomianu
{\displaystyle L_{f}(x)=\sum _{i=0}^{n}f(x_{i})\cdot \prod _{j=0\land j\neq i}^{n}{\frac {x-x_{j}}{x_{i}-x_{j}}},}
który spełnia warunki
{\displaystyle L_{f}(x_{i})=f(x_{i}),\quad i=0,\,1,\dots ,\,n.}

## Dowód istnienia wielomianu interpolującego
Niech {\displaystyle x_{0},x_{1},\dots ,x_{n}} będą węzłami interpolacji funkcji {\displaystyle f} takimi, że znane są wartości: {\displaystyle f(x_{0})=y_{0},\,f(x_{1})=y_{1},\dots ,\,f(x_{n})=y_{n}.}
Można zdefiniować funkcję:
{\displaystyle L_{i}(x)=\prod _{j=0\land j\neq i}^{n}{\frac {x-x_{j}}{x_{i}-x_{j}}},\quad i\in {0,1\dots ,n}}
taką, że dla {\displaystyle x\notin \{x_{0},x_{1},\dots ,x_{n}\}} {\displaystyle L_{i}(x)} jest wielomianem stopnia {\displaystyle n} (mianownik jest liczbą, a licznik iloczynem {\displaystyle n} wyrazów postaci {\displaystyle (x-x_{j})}).
Gdy {\displaystyle x_{k}\in \{x_{0},x_{1},\dots ,x_{n}\}} i {\displaystyle k=i{:}}
{\displaystyle L_{i}(x_{k})=L_{i}(x_{i})=\prod _{j=0\land j\neq i}^{n}\left({\frac {x_{i}-x_{j}}{x_{i}-x_{j}}}\right)=\prod _{j=0\land j\neq i}^{n}(1)=1.}
Gdy {\displaystyle x_{k}\in \{x_{0},x_{1},\dots ,x_{n}\}} i {\displaystyle k\neq i{:}}
{\displaystyle L_{i}(x_{k})=\prod _{j=0\land j\neq i}^{n}{\frac {x_{k}-x_{j}}{x_{i}-x_{j}}}={\frac {(x_{k}-x_{0})\cdot (x_{k}-x_{1})\cdot \ldots \cdot (x_{k}-x_{k})\cdot \ldots \cdot (x_{k}-x_{n})}{(x_{i}-x_{0})\cdot (x_{i}-x_{1})\cdot \ldots \cdot (x_{i}-x_{i-1})\cdot (x_{i}-x_{i+1})\cdot \ldots \cdot (x_{i}-x_{n})}}=0}
(licznik = 0, ponieważ występuje element {\displaystyle (x_{k}-x_{k})}).
Niech {\displaystyle W(x)} będzie wielomianem stopnia co najwyżej {\displaystyle n,} określonym jako:
{\displaystyle W(x)=y_{0}L_{0}(x)+y_{1}L_{1}(x)+y_{2}L_{2}(x)+\ldots +y_{n}L_{n}(x).}
Dla {\displaystyle x_{i}\in \{x_{0},x_{1},\dots ,x_{n}\}{:}}
{\displaystyle W(x_{i})=y_{0}L_{0}(x_{i})+y_{1}L_{1}(x_{i})+\ldots +y_{i}L_{i}(x_{i})+\ldots +y_{n}L_{n}(x_{i}).}
Wszystkie składniki sumy o indeksach różnych od {\displaystyle i} są równe zeru (ponieważ dla {\displaystyle j\neq i\ \ L_{i}(x_{j})=0}), składnik o indeksie {\displaystyle i} jest równy:
{\displaystyle L_{i}(x_{i})y_{i}=1\cdot y_{i}=y_{i},}
a więc
{\displaystyle W(x_{i})=y_{i},}
z czego wynika, że {\displaystyle W(x)} jest wielomianem interpolującym funkcję {\displaystyle f(x)} na zbiorze punktów {\displaystyle x_{0},\,x_{1},\dots ,\,x_{n}.}

## Jednoznaczność interpolacji wielomianowej
Dowód
Zakłada się, że istnieją dwa różne wielomiany {\displaystyle W_{1}(x)} i {\displaystyle W_{2}(x)} stopnia {\displaystyle n,} przyjmujące w węzłach {\displaystyle x_{0},x\,_{1},\dots ,\,x_{n}} takie same wartości.
Niech
{\displaystyle W_{3}(x)=W_{1}(x)-W_{2}(x).}
{\displaystyle W_{3}(x)} jest wielomianem stopnia co najwyżej {\displaystyle n} (co wynika z własności odejmowania wielomianów).
Ponieważ {\displaystyle W_{1}(x)} i {\displaystyle W_{2}(x)} w węzłach {\displaystyle x_{i},\;i\in 0,1,\dots ,n} interpolują tę samą funkcję, to {\displaystyle W_{1}(x_{i})=W_{2}(x_{i}),} a więc {\displaystyle W_{3}(x_{i})=0} (węzły interpolacji są pierwiastkami {\displaystyle W_{3}(x)).\qquad {}}(*)
Ale każdy niezerowy wielomian stopnia {\displaystyle n} ma co najwyżej {\displaystyle n} pierwiastków rzeczywistych, a ponieważ z (*) wiadomo, że {\displaystyle W_{3}(x)} ma {\displaystyle n+1} pierwiastków, to {\displaystyle W_{3}(x)} musi być wielomianem tożsamościowo równym zeru, a ponieważ:
{\displaystyle W_{3}(x)=W_{1}(x)-W_{2}(x)=0}
to
{\displaystyle W_{1}(x)=W_{2}(x),}
co jest sprzeczne z założeniem, że {\displaystyle W_{1}(x)} i {\displaystyle W_{2}(x)} są różne.

## Błąd interpolacji
Dość naturalne wydaje się przyjęcie, że zwiększenie liczby węzłów interpolacji (lub stopnia wielomianu interpolacyjnego) pociąga za sobą coraz lepsze przybliżenie funkcji {\displaystyle f(x)} wielomianem {\displaystyle L_{n}(x).} Idealna byłaby zależność:
{\displaystyle \lim _{n\to \infty }L_{n}(x)=f(x),}
tj. dla coraz większej liczby węzłów wielomian interpolacyjny staje się „coraz bardziej podobny” do interpolowanej funkcji.
Dla węzłów równo odległych tak być nie musi → efekt Rungego.
Można dowieść, że dla każdego wielomianu interpolacyjnego stopnia {\displaystyle n,} przybliżającego funkcję {\displaystyle f(x)} w przedziale {\displaystyle [a,b]} na podstawie {\displaystyle n+1} węzłów, istnieje taka liczba {\displaystyle \xi } zależna od {\displaystyle x,} że dla reszty interpolacji {\displaystyle r(x){:}}
{\displaystyle {\frac {f^{(n+1)}(\xi )}{(n+1)!}}\cdot p_{n}(x)=r(x),}
gdzie {\displaystyle p_{n}(x)=(x-x_{0})(x-x_{1})\ldots (x-x_{n}),} a {\displaystyle \xi \in (a;b)} jest liczbą zależną od {\displaystyle x.}
Do oszacowania z góry wartości {\displaystyle r(x)} można posłużyć się wielomianami Czebyszewa stopnia {\displaystyle n+1} do oszacowania wartości {\displaystyle p_{n}(x)} dla {\displaystyle x\in [-1,1].} Dla przedziału {\displaystyle [a,b]} wystarczy dokonać przeskalowania wielomianu {\displaystyle p_{n}(x).}

## Funkcje sklejane
Interpolacje funkcji {\displaystyle f(x),\;x\in [x_{0},\,x_{n}]\subset R} za pomocą wielomianów n-tego stopnia, w tym również wielomianów Lagrange’a, mają istotną wadę. Polega ona na tym, że ze wzrostem liczby węzłów interpolacji, przybliżanie wartości funkcji, pomiędzy jej kolejnymi węzłami, odbywa się przez tworzenie kombinacji liniowej z fragmentów kolejnych {\displaystyle n} wielomianów, które to fragmenty wraz ze wzrostem liczby {\displaystyle n,} upodabniają się do siebie i niewiele się różnią. Sytuację pogarsza złożoność obliczania wartości tych wielomianów. W sumie powoduje to wzrost niestabilności algorytmów obliczeniowych. Można generalnie stwierdzić, że przyczyną tego stanu rzeczy jest fakt, że nośnikiem funkcji aproksymujących jest cały przedział {\displaystyle [x_{0},\,x_{n}].}
Złożoności obliczeniowej można uniknąć w bardzo prosty sposób, budując sklejane funkcje aproksymujące o jak najkrótszych nośnikach. Przy czym nie ma potrzeby posługiwania się wielomianami wysokich stopni.
W przypadku, gdy funkcja interpolująca nie musi być różniczkowalna, można ją zbudować przez „sklejenie” odcinków prostoliniowych. W tym przypadku baza interpolacji składa się z prostych funkcji
|  |  | {\displaystyle \varphi _{0}(x)={\begin{cases}\;0\quad {\text{gdy}}\quad x\leqslant x_{0},\\\;{\frac {x_{1}-x}{x_{1}-x_{0}}}\quad {\text{gdy}}\quad x\in (x_{0},\,x_{1}),\end{cases}}} {\displaystyle \left.\varphi _{i}(x)={\begin{cases}\;{\frac {x-x_{i-1}}{x_{i}-x_{i-1}}}\quad {\text{gdy}}\quad x\in (x_{i-1},\,x_{i})\\\;{\frac {x_{i+1}-x}{x_{i+1}-x_{i}}}\quad {\text{gdy}}\quad x\in (x_{i},\,x_{i+1})\end{cases}}\right\}\quad i=1,\,2,\dots ,\,n-1,} {\displaystyle \varphi _{n}(x)={\begin{cases}\;{\frac {x-x_{n-1}}{x_{n}-x_{i-1}}}\quad {\text{gdy}}\quad x\in (x_{n-1},\,x_{n}),\\\;0\quad {\text{gdy}}\quad x\geqslant x_{n}.\end{cases}}} |  | (a) |

W każdym przedziale międzywęzłowym {\displaystyle [x_{i},\,x_{i+1}],\;\;i=0,\,1,\dots ,\,n-1} funkcja {\displaystyle f(x)} jest interpolowana przez dwie funkcje
{\displaystyle \psi _{i}(x)={\frac {x_{i+1}-x}{x_{i+1}-x_{i}}}\quad \mathrm {i} \quad \psi _{i+1}(x)={\frac {x-x_{i}}{x_{i+1}-x_{i}}},\quad x\in [x_{i},\,x_{i+1}],\quad i=0,\,1,\dots ,\,n-1.}
Funkcje te przez odwzorowanie {\displaystyle x=(1-\xi )x_{i}+\xi x_{i+1}} przedziału {\displaystyle [x_{i},\,x_{i+1}]} na przedział {\displaystyle [0,\,1],} przyjmują postać standardową
{\displaystyle {\bar {\psi }}_{i}(\xi )=1-\xi ,\quad {\bar {\psi }}_{i+1}(\xi )=\xi ,\quad \xi \in [0,\,1],\quad i=0,\,1,\dots ,\,n-1.}
Różniczkowalność funkcji interpolującej {\displaystyle \varphi (x)} można uzyskać budując przykładowo bazę sklejoną z wielomianów 3-go stopnia
{\displaystyle \varphi _{0}(x)={\begin{cases}\;0\quad {\text{gdy}}\quad x\leqslant x_{0},\\\;1-\xi ^{2}(3-2\xi )+\beta _{0}\xi (1-\xi )^{2},\quad \xi ={\frac {x-x_{0}}{x_{1}-x_{0}}},\quad x\in [x_{0},\,x_{1}],\end{cases}}}
{\displaystyle {}\qquad \qquad \qquad \beta _{0}={\frac {f(x_{1})-f(x_{0})}{x_{1}-x_{0}}},}
{\displaystyle \varphi _{i}(x)={\begin{cases}\;\xi ^{2}(3-2\xi )-\beta _{i}\xi ^{2}(1-\xi ),\quad \xi ={\frac {x-x_{i-1}}{x_{i}-x_{i-1}}},\quad x\in [x_{i-1},\,x_{i}],\\\;1-\xi ^{2}(3-2\xi )+\beta _{i}\xi (1-\xi )^{2},\quad \xi ={\frac {x-x_{i}}{x_{i+1}-x_{i}}},\quad x\in [x_{i},\,x_{i+1}],\end{cases}}}
{\displaystyle {}\qquad \qquad \qquad \beta _{i}={\frac {f(x_{i+1})-f(x_{i-1})}{x_{i+1}-x_{i-1}}},\quad i=1,\,2,\dots ,\,n-1,}
{\displaystyle \varphi _{n}(x)={\begin{cases}\;\xi ^{2}(3-2\xi )-\beta _{n}\xi ^{2}(1-\xi ),\quad \xi ={\frac {x-x_{n-1}}{x_{n}-x_{n-1}}},\quad x\in [x_{n-1},\,x_{n}],\\\;0\quad {\text{gdy}}\quad x\geqslant x_{n},\end{cases}}}
{\displaystyle {}\qquad \qquad \qquad \beta _{n}={\frac {f(x_{n})-f(x_{n-1})}{x_{n}-x_{n-1}}}.}
Dzięki wprowadzeniu dodatkowych członów z mnożnikami {\displaystyle \beta _{i}} wielomian interpolujący
{\displaystyle \varphi (x)=a_{0}\varphi _{0}(x)+a_{1}\varphi _{1}(x)+\ldots +a_{n}\varphi _{n}(x)}
nie tylko spełnia warunki
{\displaystyle \varphi (x_{i})=f(x_{i}),\quad i=0,\,1,\dots ,\,n,}
ale również przybliża średnie wartości pochodnych we wszystkich węzłach interpolacji. Pominięcie tych członów {\displaystyle (\beta _{i}=0,\;\;i=0,\,1,\dots ,\,n)} daje interpolację co prawda różniczkowalną, ale taką, że {\displaystyle \varphi ^{'}(x_{i})=0,\;\;i=0,\,1,\dots ,\,n.}
Stosowanie baz zbudowanych z uogólnionych wielomianów sklejanych o krótkich nośnikach, złożonych tylko z dwu sąsiednich przedziałów, w sposób zdecydowany poprawia stabilność obliczeń interpolacyjnych.
Opisana koncepcja tworzenia baz sklejanych daje się bez trudu uogólnić na interpolację dwu- i trójwymiarową co stanowi podstawę metody elementów skończonych.